# Gabriel Chironi
Gabriel Chironi (Neuquén, Argentina, 16 de diciembre de 1991) es un futbolista argentino y su equipo actual es Santa Maria Cilento de la Serie D italiana.

## Características
Se desempeña como volante mixto. Su pierna hábil es la derecha, se destaca por su velocidad, cambio de ritmo y conducción de juego.

## Clubes
Actualizado el 16 de febrero de 2020.
| Club                     | País      | Año       | PJ | Goles |
| ------------------------ | --------- | --------- | -- | ----- |
| Cipolletti               | Argentina | 2010-2014 | 88 | 1     |
| Crucero del Norte        | Argentina | 2014-2016 | 44 | 2     |
| Estudiantes de San Luis  | Argentina | 2016-2018 | 49 | 2     |
| Cipolletti               | Argentina | 2018-2019 | 21 | 2     |
| Castrovillari            | Italia    | 2019      | 11 | 1     |
| Savoia                   | Italia    | 2019-2020 | 6  | 2     |
| Real Balompédica Linense | España    | 2020-2022 | 48 | 1     |
| Città di Fasano          | Italia    | 2022-2023 | 14 | 0     |
| Lamezia                  | Italia    | 2023      | 3  | 1     |
| Santa Maria Cilento      | Italia    | 2023-Act. | 7  | 0     |

## Palmarés
| Título             | Club              | País      | Año  |
| ------------------ | ----------------- | --------- | ---- |
| Primera B Nacional | Crucero del Norte | Argentina | 2014 |